# Episteme macrosema
Episteme macrosema är en fjärilsart som beskrevs av Jordan 1912. Episteme macrosema ingår i släktet Episteme och familjen nattflyn. Inga underarter finns listade i Catalogue of Life.